# Collège de Boissy

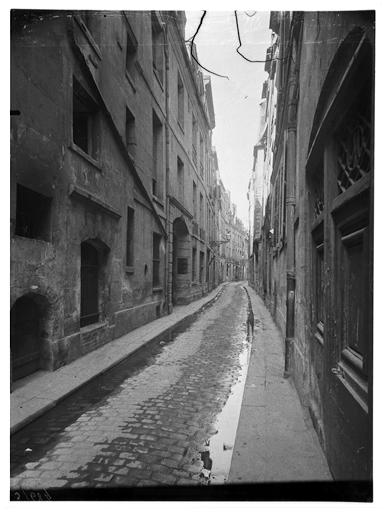
Collège de Boissy, façade sur rue Suger, 1900.

Le collège de Boissy est un collège de l'ancienne université de Paris.

## Histoire
Le collège de Boissy voit le jour en 1358 à l'initiative d'Étienne Vidé de Boissy, chanoine de Laon, originaire de Boissy-le-Sec. Ce dernier agit en qualité d'exécuteur du testament de Geoffroy Chartier, chanoine de l'église de Chartres, qui avait ordonné qu'une partie de ses biens fût distribuée aux pauvres de Paris et à ceux du village de Boissy-le-Sec, d'où il était également originaire. En dépit de ces instructions, Étienne Vidé de Boissy choisit d'allouer ces biens à la création d'un collège : le collège de Boissy, situé rue Suger. 
Le collège se compose initialement d'une maison nommée "Château Gaillard", ainsi que de plusieurs autres maisons attenantes. 
Au 16e siècle, une chapelle est construite dans l'enceinte du collège. 
Le collège accueille six écoliers (dont le plus ancien reçoit le nom de "maître") ainsi qu'un chapelain. La concession des bourses du collège de Boissy est expressément réservée aux écoliers pauvres de Boissy-le-Sec. 
En 1763, le collège de Boissy est réuni à celui de Louis le Grand comme d'autres établissements du quartier latin. Ses bâtiments sont vendus l'année suivante. 

## Sources
1. ↑  « Collège de Boissy. Paris », sur data.bnf.fr (consulté le 7 juillet 2020)
2. ↑  « Le Collège de Boissy », sur www.persogeneal.fr (consulté le 7 juillet 2020)
3. ↑  « Collège de Boissy [ancien], 3/5 rue Suger, 6ème arrondissement, Paris | Paris Musées », sur www.parismuseescollections.paris.fr (consulté le 7 juillet 2020)
4. ↑  Jules de Gaulle, Nouvelle histoire de Paris et de ses environs, Paris, P. M. Pourrat Frères, 1839, 327-328 p. (lire en ligne)
5. ↑  Jean Lebeuf, Histoire de la ville et de tout le diocèse de Paris. Table analytique. Volume 6 / par l'abbé Lebeuf ; par Adrien Augier,... Fernand Bournon, 1883-1893 (lire en ligne)